# Rete filoviaria di Esslingen am Neckar
La rete filoviaria di Esslingen am Neckar serve la città tedesca di Esslingen am Neckar dal 1944.

## Rete
La rete filoviaria è composta di due linee; la linea 101 esce dai confini cittadini, spingendosi fino ad Obertürkheim, un quartiere periferico di Stoccarda:
- 101 Oberesslingen, Lerchenäcker Endstation - Esslingen, Bahnhof - Mettingen, Bahnhof - Obertürkheim, Bahnhof
- 118 Esslingen, Bahnhof - Piensauvorstadt - Zollberg

La lunghezza totale d'impianto è di 15,2 km; la lunghezza d'esercizio di 20,6 km.